# Loch Gaineimh (sjö i Storbritannien, lat 58,40, long -3,62)
Loch Gaineimh är en sjö i Storbritannien.   Den ligger i kommunen Highland och riksdelen Skottland, i den norra delen av landet, 800 km norr om huvudstaden London. Loch Gaineimh ligger 131 meter över havet.Trakten runt Loch Gaineimh består i huvudsak av gräsmarker.